# Ulica Lotnicza we Wrocławiu
Ulica Lotnicza we Wrocławiu – dwukierunkowa ulica we Wrocławiu w dawnej dzielnicy Fabryczna. Jest ulicą wylotową z miasta. Nazwa ulicy pochodzi od znajdującego się na niej do lat 70. lotniska.

## Przebieg
Ulica Lotnicza jest przedłużeniem ulicy Legnickiej od skrzyżowania z ulicą Milenijną i ulicą Na Ostatnim Groszu. Przebiega wzdłuż południowej granicy Parku Zachodniego, Nowego Cmentarza Żydowskiego i ogrodów działkowych, stanowiąc od południa północną granicę osiedla Gądów, a od północy osiedla Pilczyce. Następnie graniczy z południową granicą Parku Pilczyckiego. Kończy się po przecięciu rzeki Ślęzy zjazdami do stadionu Tarczyński Arena od północy i zjazdem do stacji kolejowej Wrocław Stadion od południa. Po skrzyżowaniu wielopoziomowym z Autostradową Obwodnicą Wrocławia zmienia nazwę na ulicę Kosmonautów. Wzdłuż ulicy przebiega linia tramwajowa z centrum miasta do Leśnicy, a przy ulicy Lotniczej znajduje się pętla Pilczyce.

## Historia
Od południa do ulicy Lotniczej przylegał do niej port lotniczy Gądów Mały, założony w roku 1910. Początkowo było to lotnisko szybowcowe i wojskowe, ruch pasażerski rozpoczął się w roku w 1921. W roku 1951 ruch lotniczy został przeniesiony na Strachowice i do 1979 roku służyło miejscowemu aeroklubowi. Decyzja o likwidacji zapadła w roku 1979. Całkowita likwidacja lotniska nastąpiła w roku 1985 w związku z budową osiedla mieszkaniowego.
Przy ulicy Lotniczej tam, gdzie znajduje się obecnie Biedronka, istniał hangar. Zbudowano go w 1936 roku, a w latach 50. XX w. budowano w nim szybowce, łącznie 1000 egzemplarzy.
W roku 2007 przebudowano dwukilometrowy odcinek ulicy, od ulicy Na Ostatnim Groszu do mostu na Ślęzie, a prace kosztowały 86 milionów zł. Poszerzono ulicę do dwóch jezdni, usunięto kostkę brukową, ułożono na nowo trakcję i torowisko tramwajowe, a także ułożono ścieżkę rowerową wzdłuż ulicy. Przy remoncie pracowało jednocześnie 250 pracowników.

## Obiekty na ulicy Lotniczej
- Wzdłuż ulicy przebiega południowa granica Parku Zachodniego. Park został utworzony w latach 1904–1910, na początku jego część stanowił cmentarz komunalny. Park był częścią nadodrzańskiej trasy spacerowej. Do roku 1967 cmentarze zostały zlikwidowane i park uzyskał charakter parku wypoczynkowego[5].

- Przy ulicy Lotniczej 19 znajduje się cmentarz żydowski o powierzchni 12,13 ha, założony w roku 14 lutego 1902, z 8 tys. nagrobków. W 1943 cmentarz został przejęty przez Gestapo, a w roku 1944 założono na nim „cmentarz bohaterów”, gdzie w styczniu i lutym 1945 r. w 24 zbiorowych mogiłach pochowano około 2500 osób, głównie żołnierzy niemieckich, zmarłych w lazaretach[6].